# Institut für Brasilienkunde
Das Institut für Brasilienkunde (IfB), auch Instituto de Brasilologia (port.), ist ein Institut im westfälischen Mettingen. Das Institut ist Teil eines eingetragenen Vereins.
Das Institut besteht seit 1969, ist Teil des Franziskanerordens in Deutschland und unterstützt und fördert die Arbeit der Franziskaner im sozialen und karitativen Bereich in Brasilien. Wesentliche Aufgaben sind die Publikation preiswerter Informationen über Lateinamerika und speziell Brasilien, die Unterstützung der Landlosenbewegung und kirchlichen Opposition. Das Institut gibt sowohl den „Brasilien Dialog“, eine monatlich erscheinende Zeitschrift, wie auch einen Pressespiegel und ein jährliches Datenheft heraus. Dem Institut angeschlossen sind der Brasilienkunde-Verlag und die Brasilien-Stiftung. Der Verlag gibt Bücher zu Brasilien und Lateinamerika heraus, die vor allem in der wissenschaftlichen Reihe Aspekte der Brasilienkunde sowie in der Taschenbuchreihe bTb erscheinen. Das IfB ist Mitglied des europäischen Dokumentationsnetzwerks REDIAL. Angegliedert ist das Comenius-Kolleg.